# Copa de Campeones de la Concacaf 1985
La Copa de Campeones de 1985 fue la vigésimo primera edición de la Copa de Campeones de la Concacaf, torneo de fútbol a nivel de clubes más importante de Norteamérica, Centroamérica y el Caribe organizado por la Concacaf. El torneo el comenzó el 9 de abril de 1985 y culminó el 26 de enero de 1986. Por primera vez participa un club de Martinica y Barbados.
El campeón fue el Defence Force de Trinidad y Tobago que derrotó en la final al Olimpia de Honduras, logrando así su segundo y último título en la competición. Por segunda ocasión consecutiva, un equipo del Caribe resultó campeón. Por su parte, se consagró como el último club caribeño en ganar la competición. Por ello, disputó la Copa Interamericana 1986 frente a Argentinos Juniors de Argentina; cabe recalcar, que fue el primer y único equipo caribeño en jugarla.

## Equipos participantes
En cursiva los equipos debutantes en el torneo.
| País                          | Equipo                                    |
| ----------------------------- | ----------------------------------------- |
| Trinidad y Tobago 2 cupos     | Defence Force FC San Francois National FC |
| Honduras 2 cupos              | CD Olimpia CD Vida                        |
| Guatemala · 2 cupos           | Aurora FC CSD Suchitepéquez               |
| México · 2 cupos              | Club América CD Guadalajara               |
| El Salvador · 2 cupos         | CD FAS CD Águila                          |
| Surinam 2 cupos               | SV Transvaal SV Robinhood                 |
| Antillas Neerlandesas 2 cupos | CRKSV Jong Holland SU Brion Trappers      |
| Guadalupe 2 cupos             | CS Moulien JS Capesterre                  |
| Bermudas 1 cupo               | Hotels International FC                   |
| Guayana Francesa 1 cupo       | USL Montjoly                              |
| Haití 1 cupo                  | Racing FC Gonaives                        |
| Estados Unidos 1 cupo         | Chicago Croatian                          |
| Martinica 1 cupo              | Golden Star                               |
| Barbados 1 cupo               | Weymouth Wales                            |

## Zona Norte/Centroamericana

### Primera ronda

#### América - Guadalajara
| 9 de abril de 1985 | América                         | 3:1 (2:0) | Guadalajara  | Memorial Coliseum, Los Ángeles                              |                                                             |
|                    | Hermosillo 13', 77' · Bacas 18' |           | Quirarte 89' | Asistencia: 33,255 espectadores Árbitro(s): Adrian Hodfried | Asistencia: 33,255 espectadores Árbitro(s): Adrian Hodfried |

| 23 de abril de 1985 | Guadalajara    | 1:1 (1:1) (Global 2:4) | América | Memorial Coliseum, Los Ángeles |                             |
|                     | Quirarte 45+1' |                        | Luna 6' | Árbitro(s): Adrian Hodfried    | Árbitro(s): Adrian Hodfried |

#### Olimpia - Chicago Croatian
| 28 de abril de 1985 | Chicago Croatian | 0:4 (0:1) | Olimpia                                       | Estadio Nacional, Tegucigalpa |  |
|                     |                  |           | Flores 35', 59' · Espinoza 66' · González 75' |                               |  |

| 1 de mayo de 1985 | Olimpia                | 2:0 (0:0) (Global 6:0) | Chicago Croatian | Estadio Nacional, Tegucigalpa   |                                 |
|                   | Güity 70' · Flores 83' |                        |                  | Asistencia: 20,000 espectadores | Asistencia: 20,000 espectadores |

#### Suchitepéquez - Águila
| 24 de mayo de 1985 | Águila      | 1:2 (0:0) | Suchitepéquez                | Memorial Coliseum, Los Ángeles |  |
|                    | Argueta 80' |           | López 63' · Dolmo Flores 81' |                                |  |

| 26 de mayo de 1985 | Suchitepéquez        | 2:0 (Global 4:1) | Águila | Memorial Coliseum, Los Ángeles |  |
|                    | Almengor · Castañeda |                  |        |                                |  |

#### Vida - FAS
| 24 de mayo de 1985 | Vida     | 1:1 | FAS      | Memorial Coliseum, Los Ángeles |  |
|                    | Drummond |     | Guerrero |                                |  |

| 26 de mayo de 1985 | FAS      | 1:1 (4:5 p.)(Global 2:2) | Vida       | Memorial Coliseum, Los Ángeles |  |
|                    | Guerrero |                          | Valladares |                                |  |

#### Aurora - Hotels International
| 25 de mayo de 1985 | Hotels International | 0:0 | Aurora | Estadio Nacional, Hamilton |  |

| 2 de junio de 1985 | Aurora                   | 3:0 (Global 3:0) | Hotels International | Estadio del Ejército, Ciudad de Guatemala |  |
|                    | Juárez · Santana · Yanes |                  |                      |                                           |  |

### Segunda ronda

#### Olimpia - Suchitepéquez
| 30 de junio de 1985 | Suchitepéquez     | 1:0 (0:0) | Olimpia | Estadio Carlos Salazar Hijo, Mazatenango |  |
|                     | Vargas 50' (pen.) |           |         |                                          |  |

| 7 de julio de 1985 | Olimpia    | 1:0 (0:0) (4:3 p.)(Global 1:1) | Suchitepéquez | Estadio Nacional, Tegucigalpa |  |
|                    | Toledo 53' |                                |               |                               |  |

#### América - Vida
| 23 de julio de 1985 | Vida           | 1:0 (0:0) | América | Estadio Nacional, Tegucigalpa |  |
|                     | Betancourt 70' |           |         |                               |  |

| 30 de julio de 1985 | América                        | 3:0 (2:0) (Global 3:1) | Vida | Estadio Corregidora, Santiago de Querétaro |                                |
|                     | Peláez 31', 57' · Alderete 25' |                        |      | Árbitro(s): Juan Pablo Escobar             | Árbitro(s): Juan Pablo Escobar |

### Tercera ronda
| 20 de agosto de 1985 | Olimpia                   | 2:2 (1:1) | América                       | Estadio Nacional, Tegucigalpa |  |
|                      | González 36' · Flores 67' |           | Alderete 43' · Brailovsky 56' |                               |  |

| 27 de agosto de 1985 | América | 0:1 (0:1) (Global 2:3) | Olimpia   | Estadio Corregidora, Santiago de Querétaro |                                  |
|                      |         |                        | Lanza 21' | Árbitro(s): Tomás Herrera García           | Árbitro(s): Tomás Herrera García |

### Cuarta ronda
| 6 de noviembre de 1985 | Aurora     | 1:0 (1:0) | Olimpia | Estadio del Ejército, Ciudad de Guatemala |  |
|                        | Santana 2' |           |         |                                           |  |

| 20 de noviembre de 1985 | Olimpia                    | 2:0 (2:0) (Global 2:1) | Aurora | Estadio Nacional, Tegucigalpa |  |
|                         | Espinoza 17' · Norales 30' |                        |        |                               |  |

## Zona del Caribe

### Primera ronda
| Equipo Local Ida      | Resultado      | Equipo Visitante Ida | Ida   | Vuelta |
| --------------------- | -------------- | -------------------- | ----- | ------ |
| Racing Gonaïves       | 0 - 1          | Golden Star          | 0 - 0 | 0 - 1  |
| San Francois National | 2 - 4          | Moulien              | 1 - 2 | 1 - 2  |
| Jong Holland          | (4-3 p.) 0 - 0 | Transvaal            | 0 - 0 | 0 - 0  |

- Golden Star abandonó el torneo después del partido.

### Segunda ronda
| Equipo Local Ida | Resultado       | Equipo Visitante Ida | Ida   | Vuelta |
| ---------------- | --------------- | -------------------- | ----- | ------ |
| Moulien          | 1 - 0           | Weymouth Wales       | 0 - 0 | -      |
| Defence Force    | 2 - 0           | Capesterre           | 1 - 2 | 1 - 2  |
| Robinhood        | 3 - 3 ( 3-4 p.) | Montjoly             | 0 - 1 | 3 - 2  |
| SUBT             | 0 - 3           | Jong Holland         | 0 - 1 | 0 - 2  |

### Tercera ronda
| Equipo Local Ida | Resultado | Equipo Visitante Ida | Ida   | Vuelta |
| ---------------- | --------- | -------------------- | ----- | ------ |
| Montjoly         | 4 - 0     | Jong Holland         | 3 - 0 | 1 - 0  |
| Defence Force    | w/o       | Moulien              | -     | -      |

- Moulien se retiró, Defence Force califica.

### Cuarta ronda
| Equipo Local Ida | Resultado | Equipo Visitante Ida | Ida | Vuelta |
| ---------------- | --------- | -------------------- | --- | ------ |
| Defence Force    | w/o       | Montjoly             | -   | -      |

- Montjoly se retiró. Defence Force califica.

## Final

### Ida
| 19 de enero de 1986 | Defence Force | 2:0 | Olimpia | Estadio Nacional, Puerto España |  |
|                     | Kenneth       |     |         |                                 |  |

### Vuelta
| 26 de enero de 1986 | Olimpia  | 1:0 (Global 1:2) | Defence Force | Estadio Nacional, Tegucigalpa |  |
|                     | Espinoza |                  |               |                               |  |

| Bandera de Trinidad y Tobago      |
| Defence Force Campeón 2.do título |